# José van Dijck

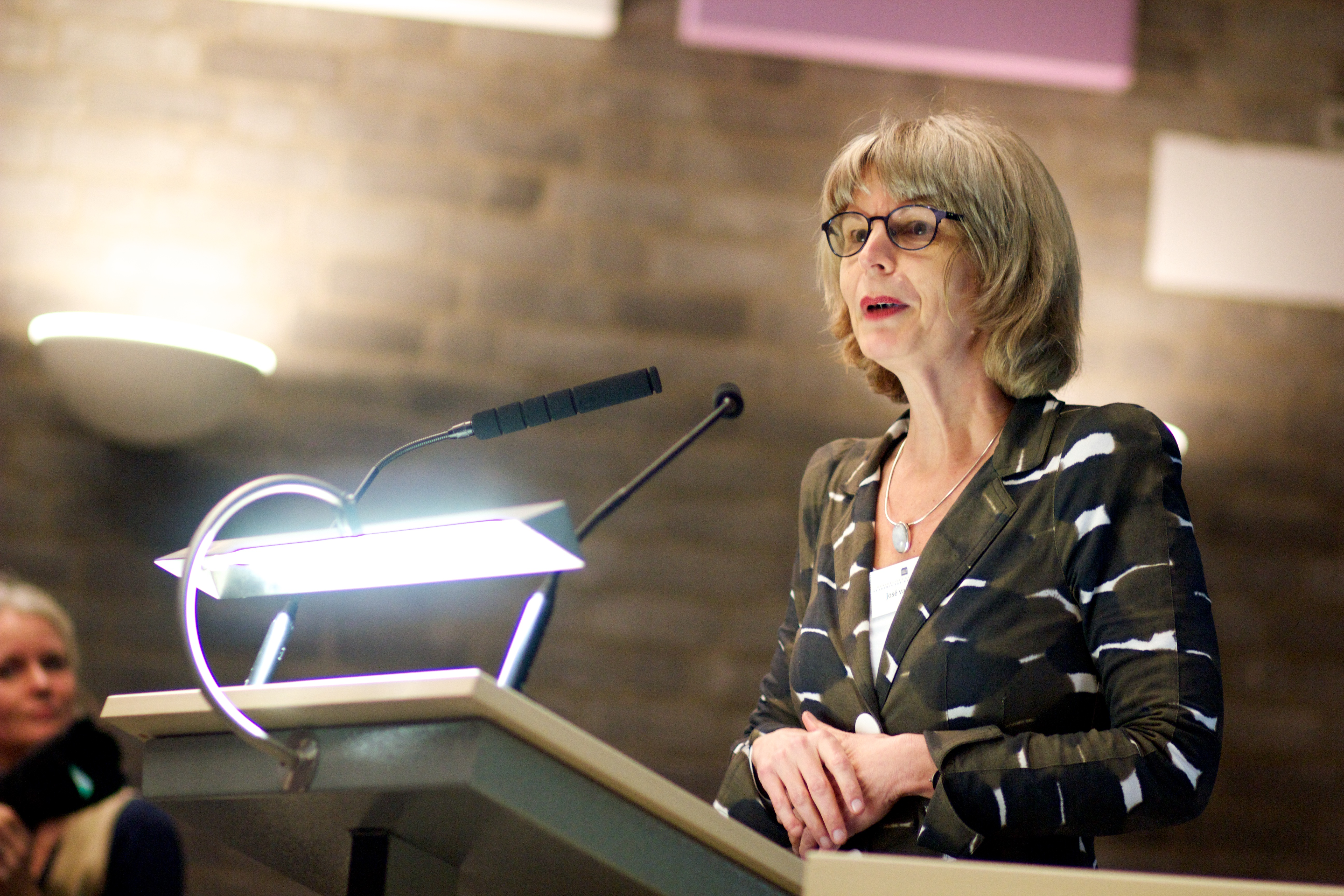
José van Dijck bij het KNAW-symposium 'Wikipedia as a research tool' (2015)

Johanna Francisca Theodora Maria (José) van Dijck (Boxtel, 15 november 1960) is sinds 2017 universiteitshoogleraar aan de Universiteit Utrecht. Daarvoor was zij van 2001 tot en met 2016 hoogleraar vergelijkende mediawetenschappen aan de Universiteit van Amsterdam. Van 2015 tot 2018 was ze de eerste vrouwelijke president van de Koninklijke Nederlandse Akademie van Wetenschappen.

## Studie en werk
Na het atheneum (Jacob-Roelandslyceum, Boxtel, 1979) en de studie Nederlandse taal- en letterkunde aan de Universiteit Utrecht promoveerde Van Dijck in 1992 aan de University of California, San Diego op een onderzoek in de literatuurwetenschap naar de publieke opinie over voortplantingstechnologie. Ondertussen werkte ze als freelance journaliste voor onder meer feministisch maandblad Opzij en de Volkskrant. Na terugkomst in Nederland begon ze aan de Rijksuniversiteit Groningen als universitair docent bij de opleiding journalistiek. In 1995 werd Van Dijck universitair hoofddocent aan de Universiteit Maastricht en in 2001 hoogleraar mediastudies aan de Universiteit van Amsterdam. Haar oratie ging over de digitale manipuleerbaarheid van televisie. Na een periode als decaan van de faculteit geesteswetenschappen (2008-2011) werd ze in 2015 benoemd als president van de Koninklijke Nederlandse Academie van Wetenschappen (KNAW), als opvolger van Hans Clevers. Zij was de eerste vrouw in die positie. In mei 2018 werd zij opgevolgd door Wim van Saarloos.
Vanwege de invulling van haar functie bij de Koninklijke Academie van Wetenschappen werd José van Dijck door het feministische maandblad Opzij in 2016 uitgeroepen tot meest invloedrijke vrouw van het jaar in de Opzij Top 100. Van Dijck kreeg in 2021 de NWO-Spinozapremie toegekend.

## Publicaties (selectie)

### Nederlandstalige publicaties
- Wetenschap in Nederland. Waar een klein land groot in is en moet blijven.  Co-auteur Wim van Saarloos. (KNAW, 2017) ISBN 978-94-6298-815-6
- De Platformsamenleving. Publieke waarden in een online wereld. Co-auteur Thomas Poell en Martijn de Waal. (Amsterdam University Press, 2016)  ISBN 978-94-6298-461-5 Digitale versie
- Universiteiten ten onder aan markt en management? Decentraliseer verantwoordelijkheden binnen universiteit. In: Christen Democratische Verkenningen,  2006, afl. 3, pag. 160-168
- Televisie in het tijdperk van de digitale manipuleerbaarheid. Oratie Universiteit van Amsterdam (Vossiuspers, 2002) ISBN 90-5629-245-5
- Het transparante lichaam. Medische visualisering in media en cultuur. (Amsterdam University Press, 2001)  ISBN 90-5356-522-1

### Engelstalige publicaties
- The Platform Society. Public Values in a Connective World. Co-auteur Thomas Poell en Martijn de Waal. (Oxford University Press, 2018) ISBN 978-01-9088-977-7
- The culture of connectivity. A critical history of social media. (Oxford University Press, 2013) ISBN 978-0-19-997077-3
- Sound souvenirs. Audio technologies, memory and cultural practices. Edited with Karin Bijsterveld. (Amsterdam University Press, 2009) ISBN 978-90-8964-132-8
- Mediated memories in the digital age. (CA. Stanford University Press, 2007) ISBN 0-8047-5624-4
- The transparent body. A cultural analysis of medical imaging. (University of Washington Press, 2005) ISBN 0-295-98490-2
- Discontinuous discourses. Mapping the public debate on new reproductive technologies, 1978-1991. Thesis (Ph. D.),  University of California, San Diego, Department of Literature, 1992. Geen ISBN